# Centrale thermique de Cordemais
La centrale thermique de Cordemais, dans l'ouest de la France, dans le département de la Loire-Atlantique, entre Nantes et Saint-Nazaire, est une centrale thermique charbon d'une puissance totale de 1 200 MW électriques. La plus haute de ses cheminées a une hauteur de 220 mètres. Fin mars 2018, la dernière unité de production fonctionnant au fioul en France métropolitaine cesse son activité.
Les centrales françaises brûlant du charbon devaient être fermées en 2022, échéance repoussée en 2020 à 2024 ou 2026, EDF prévoyait de convertir la centrale de Cordemais à la biomasse afin d'éviter sa fermeture, projet baptisé « Ecocombust ». Ce projet, abandonné officiellement par le gouvernement en juillet 2021 pour des raisons économiques, est relancé en février 2022 par la ministre de la Transition écologique qui annonce le lancement d'un appel à manifestation d'intérêt pour un projet de 80 000 tonnes de granulés par an réalisable rapidement. En janvier 2023, EDF et Paprec sont sélectionnés pour réaliser ce projet.

## Historique
La centrale de Cordemais a été construite pour faire face à une augmentation forte de la demande d’électricité à la fin des années 1960.
La première tranche, alimentée au fioul et d'une puissance de 600 MW, est conçue par l'architecte Michel Homberg. Elle est construite de 1967 à 1970 et couplée au réseau le 23 décembre 1970 ; elle est arrêtée depuis 1996 et actuellement en cours de déconstruction.
Les tranches suivantes (2 tranches charbon de 600 MW et 2 tranches fioul de 700 MW), programmées dès 1972, sont mises en service entre 1976 et 2007 (la dernière est une remise en service d’une tranche fioul de 700 MW arrêtée depuis 1995).
Des installations de dépollution sont ensuite mises en place pour diminuer l’impact sur l’environnement. En 1999, les tranches 4 et 5 (charbon) bénéficient de la mise en place de la désulfuration, puis en 2008 de la dénitrification. Les dépoussiéreurs sont quant à eux présents depuis la construction dans les tranches charbon. Concernant les unités fioul, ce sont des brûleurs « bas NOx » qui sont installés en 2011, sur la tranche 3, pour réduire les émissions d’oxydes d’azote lors de la combustion du fioul.
En 2009, le Centre d’information du public (CIP) est inauguré. Ce lieu ludique et pédagogique permet aux visiteurs de découvrir les moyens de production d’électricité et le fonctionnement de la centrale.
En septembre 2016, alors que Ségolène Royal déclare vouloir mettre en place une taxe carbone, les salariés de la centrale se mobilisent et entre 300 et 400 personnes selon la police et la CGT se sont rassemblées le 21 septembre pour « défendre l'avenir du site ». Pour Gwenaël Plagne, délégué CGT de la centrale, « les industriels sont prêts à prendre le virage de la transition énergétique en se diversifiant sur le combustible, notamment à Cordemais sur les essais de biomasse locale, mais il leur faut du temps ».
En mai 2017, une des deux tranches fioul de Cordemais est arrêtée définitivement.
En juillet 2017, Lionel Olivier, ancien directeur de la centrale thermique du Havre, succède à Denis Florenty, qui était directeur de la centrale thermique de Cordemais depuis huit ans.
En mars 2018, la dernière tranche fioul cesse son activité définitivement. Les deux tranches au charbon du site continuent de fonctionner mais doivent être stoppées ou reconverties pour brûler un autre type de combustible (il est question d'un mélange charbon/biomasse) d'ici 2022.

## Activité

### Approvisionnement des combustibles
En 2012, la centrale consomme entre 1,3 et 2 millions de tonnes de charbon par an, principalement d'Afrique du Sud, de Pologne, de Russie, des États-Unis et d’Australie. Le charbon est transporté par cargos jusqu’à Montoir-de-Bretagne, puis livré par des barges sur la Loire jusqu’à la centrale où il est stocké dans un parc.
Le fioul arrivait par des navires pétroliers depuis Rotterdam et Amsterdam. Il était ensuite stocké dans des cuves et maintenu à une température de 50 °C afin de le conserver à l’état liquide.

### Rôle dans l'approvisionnement électrique de la Bretagne
La Bretagne est une péninsule électrique : jusqu'en 2011, sa production couvrait moins de 10 % de ses besoins en électricité. La région est en bout de réseau par rapport aux centrales nucléaires les plus proches (Flamanville, Civaux et Chinon). La centrale de Cordemais constitue une source importante d'approvisionnement électrique, à la suite de l'abandon des projets électronucléaires du Carnet (qui aurait dû être située de l'autre côté de l'estuaire de la Loire à 7 kilomètres en aval de Cordemais) et de Plogoff. En 2020, l'éolien terrestre atteint une puissance installée d'environ 1 050 mégawatts en Bretagne et a produit 2,23 GWh, un peu plus de la moitié de la production totale. L'usine marémotrice de la Rance a une puissance de 240 MW. Les installations solaires photovoltaïques totalisent 172 MWc (mégawatt crête).
L'incident électrique du 12 janvier 1987 (classé E sur l'échelle de gravité allant de A à F des aléas affectant le réseau de transport) a montré l'extrême dépendance à Cordemais du réseau breton : ce jour-là, alors qu'une alerte grand froid nationale mobilise tous les groupes de la centrale, les groupes 1, 2 et 3 tombent successivement en panne en moins d'une heure (entre 10 h 55 et 11 h 42) entrainant le déclenchement du groupe 4. La baisse de tension provoquée par cette perte de puissance provoque le décrochement de neuf unités de production proches de la zone et une perte de 9 000 MW, aggravant la baisse de tension. Malgré les délestages, la tension du réseau 400 kV baisse à moins de 300 kV. Cette situation mettant en danger l'ensemble du réseau national très sollicité, EDF n'a d'autre choix que de décider un nouveau délestage d'environ 1 500 MW sur la Bretagne et la région d'Angers,.
En 2015 les unités au fioul de la centrale thermique de Cordemais n’ont pas produit d’électricité depuis deux ans. La tranche 2 a produit (8 GW.h soit 28 heures) et la tranche 3 (15 GW.h soit 53 heures), au titre des seuls essais réglementaires et n’a donc pas participé à l’appoint lors de pics de consommation.

### Projet «Charbon 2035»
Le projet « Charbon 2035 » d’EDF (2014) est un programme de modernisation et de rénovation sur trois ans des 3 unités charbon de 600 MW du parc en France : 2 à Cordemais et 1 au Havre.
Les travaux de modernisation ont pour objectif de prolonger la durée de fonctionnement des 2 unités charbon de la centrale de Cordemais jusqu’en 2035 et d’améliorer leur disponibilité grâce à de meilleures performances techniques. La modernisation permet aussi de réduire l’impact du pompage en Loire sur le milieu aquatique. Parmi les chantiers principaux, on peut citer la rénovation de la turbine à vapeur, de l’alternateur, de la chaudière, du dépoussiéreur, de l’installation de désulfuration et des prises d’eau. Une nouvelle salle de commande sera construite en mode numérique, la distribution électrique sera complètement remplacée.
Grâce aux travaux sur plusieurs organes principaux, chaque tranche aura un meilleur rendement et consommera moins de charbon, ce qui signifie moins d’émission dans l’atmosphère de CO2 pour une même quantité d’électricité produite.

### Projet «Ecocombust»
Les centrales françaises brûlant du charbon devaient être fermées en 2022, échéance repoussée en 2020 à 2024 ou 2026, EDF prévoyait de convertir la centrale de Cordemais à la biomasse afin d'éviter sa fermeture, projet baptisé « Ecocombust ». Ce projet, abandonné officiellement par le gouvernement en juillet 2021 pour des raisons économiques, est relancé en février 2022 par la ministre de la Transition écologique Barbara Pompili qui annonce le lancement d'un AMI (appel à manifestation d'intérêt) pour un projet de 80 000 tonnes de granulés par an réalisable rapidement.
En janvier 2023, le ministère de la Transition énergétique notifie à EDF, associé à l’industriel de la collecte et du recyclage Paprec, leur sélection à la suite de l’appel à manifestations d’intérêt lancé en février 2022.
Le 24 septembre 2024, EDF annonce la fin du projet « Ecocombust », « les conditions technico-économiques de réalisation du projet « Ecocombust » n’étant pas réunies ».

### Reconversion en usineFramatome
Après l'arrêt de la production d'électricité prévu à l'horizon 2027, le site sera transformé en usine de préfabrication des tuyauteries nécessaires à la production des réacteurs nucléaires EPR2. Cette usine sera sous le contrôle de Framatome, filiale d'EDF. À sa création, l'usine devrait employer une centaine de personnes. Au pic d'activité, ce nombre devrait atteindre les 200 personnes.

## Installations de dépollution

### Unités charbon

#### Dénitrification
La dénitrification permet de réduire de 80 % la quantité d’oxydes d’azote contenue dans les fumées. Les deux unités charbon de la centrale de Cordemais sont équipées d’un dispositif réduisant les émissions de ces oxydes d’azote. La centrale dispose d’ores et déjà des installations de dépollution permettant d’être conforme à la réglementation post 2015 quant aux émissions d’oxyde d’azote dans l’atmosphère.
Le principe repose sur une transformation chimique des oxydes d’azote qui, par contact avec de l’ammoniac, produisent de l’eau et de l’azote. L’azote ainsi produit est le même que celui présent à 78 % dans l’air que nous respirons. Les fumées issues de la combustion du charbon sont envoyées dans le système de dénitrification, nommé Dénox. On injecte d’abord de l’ammoniac dans les fumées. Celles-ci traversent un catalyseur qui favorise la réaction chimique entre les oxydes d’azote et l’ammoniac. À la sortie du catalyseur, les fumées sont débarrassées des oxydes d’azote. Elles sont ensuite envoyées vers le dépoussiéreur.

#### Dépoussiérage
Le dépoussiérage débarrasse les fumées issues de la combustion du charbon de leurs particules de poussière (cendres volantes). Depuis plus de 30 ans, la centrale de Cordemais utilise une technique de dépoussiérage électrostatique qui permet de retenir plus de 99,5 % des particules issues des unités charbon. À leur entrée dans le dépoussiéreur, les fumées sont déjà dénitrifiées.
À l’intérieur du dépoussiéreur, des cadres de fils parcourus par un courant électrique permettent aux particules de poussière de se charger électriquement. Elles se collent alors sur de grandes plaques métalliques. Des marteaux frappent les plaques et les fils pour les débarrasser des poussières qui sont alors récupérées dans des trémies. Elles sont ensuite évacuées pour être valorisées. Les fumées dépoussiérées sont envoyées vers l’installation de désulfuration. Ce n’est qu’après avoir été traitées par la dénitrification, le dépoussiérage et la désulfuration que les fumées sont évacuées dans l’atmosphère par la cheminée, à 220 mètres de hauteur.

#### Désulfuration
La désulfuration permet de débarrasser les fumées des particules d’oxyde de soufre. Depuis 1996, les deux unités charbon de la centrale de Cordemais sont équipées d’un dispositif permettant de retenir plus de 90 % des oxydes de soufre contenus dans les fumées.
Le dispositif de désulfuration permet, par une réaction chimique, de piéger le dioxyde de soufre (SO2) contenu dans les fumées. Les fumées qui entrent dans l’installation de désulfuration ont préalablement été débarrassées des poussières et des oxydes d’azote. Ces fumées sont d’abord refroidies puis, dans l’absorbeur, elles sont lavées en traversant une solution gypse/calcaire. Au, contact de la solution, le dioxyde de soufre des fumées se transforme en gypse. Celui-ci est extrait de l’absorbeur et déshydraté. Il est ensuite valorisé, pour fabriquer du plâtre ou du ciment. Les fumées désulfurées sont enfin réchauffées avant d’être évacuées.

#### Co-combustion
Alors que les normes européennes en matières d'émissions industrielles évoluent, le groupe EDF teste en février 2016 un nouveau système de co-combustion destiné à incorporer au charbon une proportion de biomasse, dans le but d'améliorer les performances énergétiques et environnementales de la centrale. Les 15 et 16 février, le groupe a ainsi mis en place un programme de recherche expérimental intégrant de la biomasse à la combustion du charbon au sein du réacteur numéro 4 de la centrale de Cordemais.
La biomasse utilisée est le résultat de la torréfaction de la vapeur de résidus de scieries compactée sous forme de granulés. Elle est ajoutée au charbon à hauteur de 20 % pendant plus de 6 heures. Ce processus, qui permet à EDF de tester de façon industrielle la capacité de la centrale à brûler un autre combustible que le charbon, a pour résultat une diminution de 17 % des émissions de gaz à effet de serre et ne demande aucun investissement supplémentaire pour l'entreprise.

### Projet Ecocombust
En 2017, EDF tente une nouvelle expérience à la centrale thermique de Cordemais : la faire fonctionner grâce au charbon vert. Ce dernier correspond à la biomasse issue des déchets verts. Il présente les mêmes propriétés que le charbon, ce qui facilite une production en co-combustion, et sa valeur énergétique s'approche à hauteur de 70-80 % de celle du charbon.
Les premiers essais sur le mini pilote de densification ont lieu en mars 2017. Par la suite, la construction d'une unité de densification sur le site de Cordemais est lancée, afin d'exploiter le nouveau charbon vert mis au point. En janvier 2018, la centrale débute les essais de densification de déchets verts sur un démonstrateur semi-industriel. Ce test valide la viabilité économique du process et sa reproductibilité. Une fois les déchets verts densifiés sur site, des essais de co-combustions seront réalisés. Ce projet est baptisé Ecocombust.
Le 7 juillet 2021, le PDG d'EDF, Jean-Bernard Lévy, annonce qu'EDF a décidé de mettre fin au projet de reconversion du site de Cordemais à la biomasse baptisé « Ecocombust » pour deux raisons principales : le coût du projet et le départ récent du partenaire industriel d'EDF, le groupe Suez ; il confirme que « la loi énergie-climat permet de poursuivre l'exploitation de la centrale au-delà de 2022, en utilisant du charbon, puisque RTE a confirmé le besoin jusqu'en 2024, voire 2026 ».

## Projet de centrale nucléaire
En octobre 2021, la présidente du conseil régional des Pays de la Loire Christelle Morançais annonce son intention d'étudier la faisabilité d'implanter une centrale nucléaire à Cordemais. Il s'agirait d'un réacteur nucléaire de petite taille innovant dans le cadre de « France 2030 ».
La reconversion du site en usine de tuyauterie destiné au programme EPR2 met fin au projet d'installation d'un réacteur nucléaire sur le site de la centrale thermique de Cordemais.

## Environnement

### Valorisation des eaux de pluie
Depuis 2008, la centrale de Cordemais récupère et valorise les eaux de pluie grâce à un bassin de récupération de 4 000 m2. Cette collecte répond à quatre objectifs :
- Humidifier les cendres du parc à charbon afin de limiter leur envol.
- Limiter le pompage de l’eau de Loire.
- Améliorer la qualité des cendres avec les eaux pluviales préférables aux eaux saumâtres de la Loire.
- À terme, diminuer la consommation d’eau de ville du site en utilisant de l’eau de pluie dans le process[35].

### Coproduits
Le traitement des fumées crée des coproduits entièrement valorisés : cendres et gypse.
Les cendres volantes sont issues du traitement des fumées par le dépoussiéreur. Elles sont utilisées pour la fabrication du ciment et du béton. Le processus de production de cendre de la centrale permet d’obtenir des cendres certifiées conformes à la norme européenne EN 450.
Le gypse provient du traitement des fumées par l’unité de désulfuration. Le gypse de synthèse présente une pureté supérieure au gypse naturel. Il est valorisé dans les industries du bâtiment : fabrication du plâtre et du ciment.